# Corredor de seguros
Véase también Seguros (desambiguación).
Un corredor de seguros es una persona que actúa como intermediario de varias compañías aseguradoras, sin estar vinculado en exclusiva a ninguna de ellas, comercializando contratos de seguro a sus clientes con el fin de obtener una comisión por esta venta. En el mundo anglosajón se lo conoce como broker.
El título necesario para ejercer como tal puede obtenerse en España superando los exámenes que convoca anualmente la Dirección General de Seguros.
Cada Estado o país establece diferentes reglas para poder poner en marcha una correduría. En España son: solicitar código en la DGS o en la Administración de las Comunidades con competencias; suscribir un seguro de responsabilidad civil profesional de mediadores de seguros y reaseguros para cubrir posibles daños ocasionados a los clientes a causa de una mala gestión o asesoramiento; demostrar capacidad económica para ejercer sus funciones; presentar un plan de negocio y de formación del personal que sea aprobado por la Dirección General de Seguros, y, finalmente, o darse de alta en la Seguridad Social como trabajador por cuenta propia o constituir una Sociedad de Correduría (sociedad que tiene como fin principal la comercialización de seguros).
A diferencia del agente exclusivo, vinculado contractualmente a una única compañía de seguros y que trabaja para ella, el corredor de seguros ofrece diversas ventajas. Puede comercializar los productos de cualquier empresa de seguros, trabajando para el tomador y representándolo ante la aseguradora. Puede actuar en nombre de sus clientes cancelando pólizas (con autorización expresa del tomador) o trasladándolas a otras aseguradoras y gestiona directamente los siniestros de sus clientes, también con la autorización del tomador o asegurado.